# Danedream
Danedream (2008-2023) est un cheval de course pur-sang anglais. Élue deux fois cheval de l'année en Allemagne, elle remporte le Prix de l'Arc de Triomphe en 2011.

## Carrière de courses

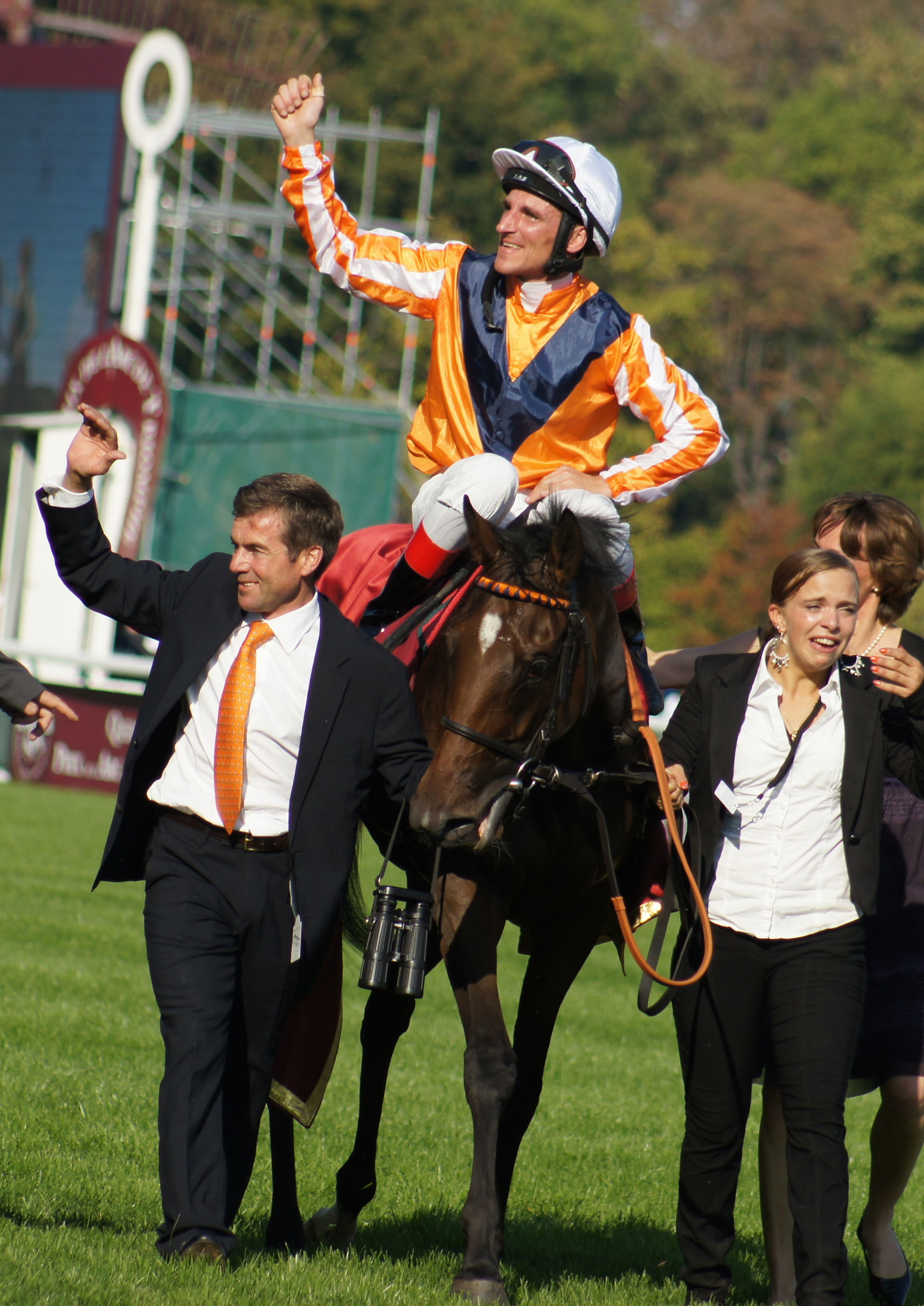

Acquise yearling pour la modique somme de 9 000 €, confiée à l'entraîneur Peter Schiergen, Danedream commence sa carrière à deux ans sur le petit hippodrome alsacien de Wissembourg par une victoire dans une course G. Troisième d'une listed en Allemagne, gagnante rétrogradée à la troisième place dans une autre listed à Deauville, elle échoue à la 6e place dans le Prix Marcel Boussac à Longchamp, puis achève sa saison par une nouvelle troisième place à Baden-Baden, dans un Groupe 3. 
À 3 ans, Danedream fait sa rentrée en Italie à Milan, terminant quatrième d'une listed, puis s'empare de la troisième place du Derby Italien à Rome face aux mâles, avant de s'envoler dans les Oaks d'Italie, de plus de 6 longueurs. Malade, elle ne peut terminer que 5e du Prix de Malleret (Gr.2) à Saint-Cloud pendant l'été. Mais de retour en Allemagne, elle montre d'énormes progrès en remportant deux Groupes I consécutivement : le Grand Prix de Berlin de 5 longueurs et le Grand Prix de Baden de 6 longueurs. 
A la faveur de ce double exploit, Danedream est supplémentée au prix de 100 000 € pour courir le Prix de l'Arc de Triomphe à Longchamp le 2 octobre. Elle s'y élance néanmoins à une cote d'outsider (28/1), mais dans une course menée sur un rythme très élevé, elle s'y impose très nettement, par 5 longueurs, en battant le record de l'épreuve en 2'24"49. Après ce coup d'éclat, elle se présente au départ de la Japan Cup où, malgré une prestation courageuse, elle ne peut faire honneur à son titre, terminant 6e. 
À l'issue de cette année, Timeform lui attribue un rating de 132, soit un point de moins que la dernière pouliche lauréate, Zarkava, tandis qu'elle termine à la troisième place des bilans mondiaux de la FIAH, avec un rating de 128. 
Pour son retour en compétition à 4 ans, elle s'impose de justesse dans un groupe 2 en Allemagne, avant de décevoir franchement dans le Grand Prix de Saint-Cloud où elle termine quatrième et dernière. Pourtant, elle s'offre un nouveau succès de grand prestige quelques semaines plus tard, en s'adjugeant les King George VI and Queen Elizabeth Diamond Stakes à Ascot, puis conserve son titre dans le Grand Prix de Baden, se montrant prête à défendre sa couronne dans l'Arc, objectif avoué de son entourage. Las, la jument ne disputera pas cet Arc 2012 qui allait se révéler décevant et rétrospectivement peut-être à sa portée : un virus affectant le centre d'entraînement de Cologne, Danedream, pourtant testée négative, se retrouve parmi 300 chevaux confinés en quarantaine et empêchés de quitter l'Allemagne. Alors que ses adieux sont programmés pour le printemps 2013 à Dubaï, ses propriétaires décident au cours de l'hiver de retirer la jument de la compétition et de l'envoyer au haras, où elle est saillie par le crack Frankel avant d'être exportée au Japon.

### Résumé de carrière
| Date        | Hippodrome  | Pays        | Course                                   | Statut      | Distance    | Jockey       | Place       | Écart       | Vainqueur ou deuxième |
| 2010, 2 ans | 2010, 2 ans | 2010, 2 ans | 2010, 2 ans                              | 2010, 2 ans | 2010, 2 ans | 2010, 2 ans  | 2010, 2 ans | 2010, 2 ans | 2010, 2 ans           |
| ----------- | ----------- | ----------- | ---------------------------------------- | ----------- | ----------- | ------------ | ----------- | ----------- | --------------------- |
| 20 juin     | Wissembourg | France      | Prix Constructions HR Rene Hemmerle      | Maiden      | 1 200 m     | P. Schiergen | 1er / 7     | 2 ½         | Kirolus               |
| 25 juillet  | Cologne     | Allemagne   | Oppenheim-Rennen                         | Listed      | 1 400 m     | F. Minarik   | 3e / 6      |             | Acadius               |
| 21 août     | Deauville   | France      | Critérium du Fonds Européen de l'élevage | Listed      | 1 600 m     | M. Guyon     | 3e / 7      |             | Klammer               |
| 3 octobre   | Longchamp   | France      | Prix Marcel Boussac                      | Gr. 1       | 1 600 m     | P. Schiergen | 6e / 8      |             | Misty For Me          |
| 24 octobre  | Baden-Baden | Allemagne   | Preis Der Winterkönigin                  | Gr. 3       | 1 600 m     | F. Minarik   | 3e / 11     |             | Djumama               |
| 2011, 3 ans |             |             |                                          |             |             |              |             |             |                       |
| 10 avril    | San Siro    | Italie      | Premio Seregno                           | Listed      | 1 600 m     | A. Goritz    | 4e / 8      |             | Bezique               |
| 7 mai       | Capannelle  | Italie      | Derby Italiano                           | Gr. 2       | 2 200 m     | A. Starke    | 3e / 12     |             | Crackerjack King      |
| 29 mai      | San Siro    | Italie      | Oaks d'Italia                            | Gr. 2       | 2 200 m     | A. Starke    | 1er / 9     | 6 ½         | Good Karma            |
| 26 juin     | Saint-Cloud | France      | Prix de Malleret                         | Gr. 2       | 2 400 m     | M. Guyon     | 5e / 8      |             | Testosterone          |
| 24 juillet  | Hoppegarten | Allemagne   | Grosser Preis von Berlin                 | Gr. 1       | 2 400 m     | A. Starke    | 1er / 10    | 5           | Scalo                 |
| 4 septembre | Baden-Baden | Allemagne   | Grosser Preis von Baden                  | Gr. 1       | 2 400 m     | A. Starke    | 1er / 6     | 6           | Night Magic           |
| 2 octobre   | Longchamp   | France      | Prix de l'Arc de Triomphe                | Gr. 1       | 2 400 m     | A. Starke    | 1er / 16    | 5           | Shareta               |
| 27 novembre | Tokyo       | Japon       | Japan Cup                                | Gr. 1       | 2 400 m     | A. Starke    | 6e / 16     |             | Buena Vista           |
| 2012, 4 ans |             |             |                                          |             |             |              |             |             |                       |
| 20 mai      | Baden-Baden | Allemagne   | Grosser Preis Der Badischen Unternehmer  | Gr. 2       | 2 200 m     | A. Starke    | 1er / 10    | 3/4         | Ovambo Queen          |
| 24 juin     | Saint-Cloud | France      | Grand Prix de Saint-Cloud                | Gr. 1       | 2 400 m     | A. Starke    | 4e / 4      |             | Meandre               |
| 21 juillet  | Ascot       | Royaume-Uni | King George VI & Queen Elizabeth II St.  | Gr. 1       | 2 400 m     | A. Starke    | 1er / 10    | nez         | Nathaniel             |
| 2 septembre | Baden-Baden | Allemagne   | Grosser Preis von Baden                  | Gr. 1       | 2 400 m     | A. Starke    | 1er / 7     | 1/2         | Ovambo Queen          |

## Au haras
Acquise par la famille Yoshida pour sa carrière de poulinière, Danedream n'a su transmettre sa qualité à sa descendance, aucun de ses produits ne parvenant à briller en piste. En 2020, elle rejoint le Japon où elle meurt en août 2023, victime de fourbure.  
La production de Danedream : 
- 2014 : Nothing But Dreams (Frankel), inédite, mère de Rouge Eveil (Just A Way), deuxième de l'Epsom Cup (Gr.3) au Japon.
- 2015 : Solid Dream (Frankel)
- 2016 : Faylaq (m, Dubawi), vendu 1 500 000 Guinées aux ventes de yearlings de Newmarket en octobre 2017[2], placé de Listed.
- 2017 : Dreaming Eyes (f, Frankel), accidentée à l'entraînement
- 2018 : Online Dream (m, Frankel)
- 2019 : Togai (m, Dubawi)
- 2020 : N. (m, Kingman)
- 2021 : Dream Day (f, Le Havre)
- 2022 : Crackaway (m, Cracksman)
- 2023 : N. (Lord Kanaloa)

## Origines

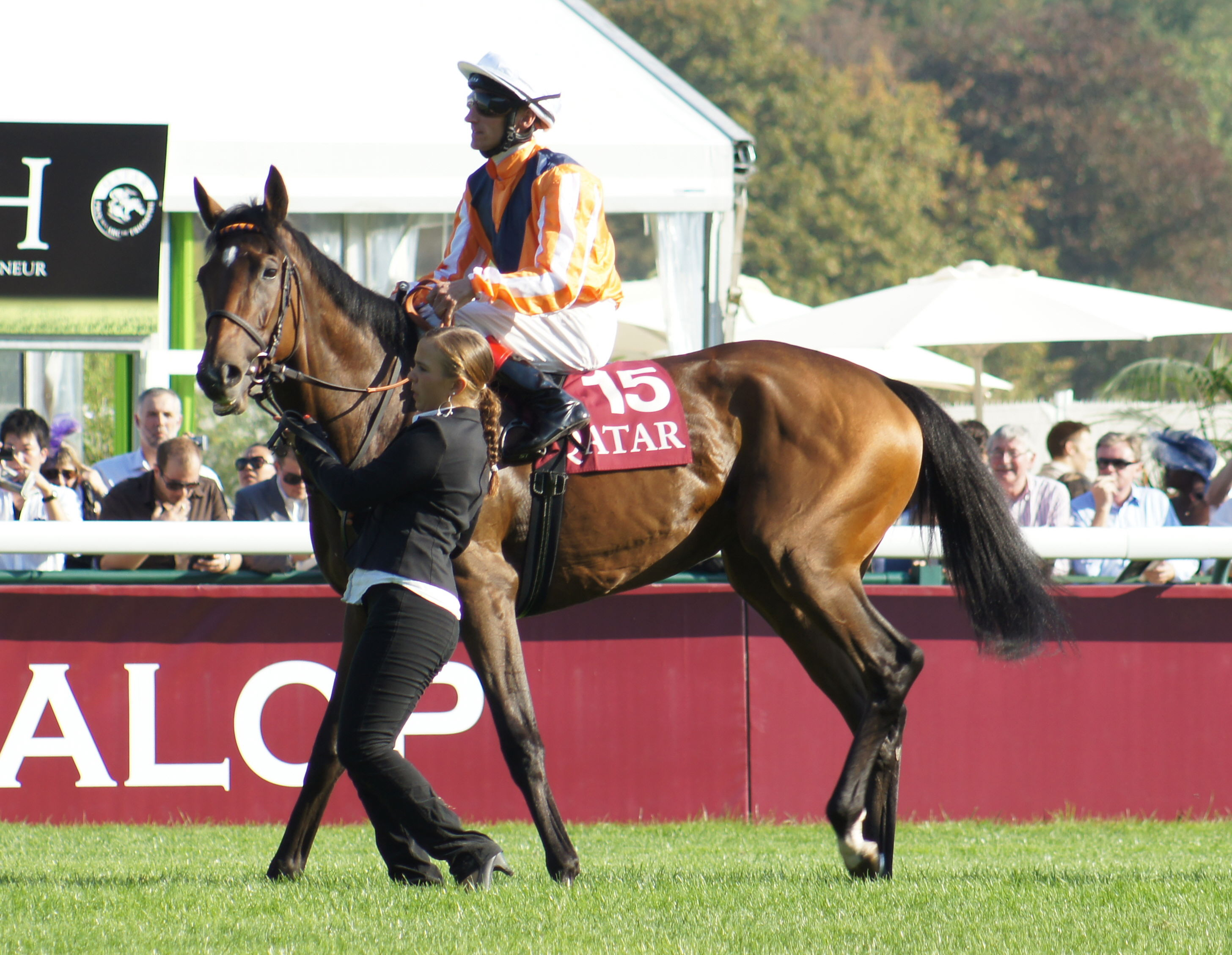

Danedream est le meilleur élément de l'étalon allemand Lomitas, cheval de l'année en Allemagne en 1991, où il a remporté trois Groupes I et terminé second du Derby Allemand. Étalon, il a officié quelques saisons en Angleterre mais surtout dans son pays, où il a donné plusieurs vainqueurs de Groupe I. Retiré de la monte en 2009, il est mort l'année suivante. 
Le prix affiché par Danedream yearling (9 000 €), étonne eu égard à sa très belle famille maternelle. Sa mère, Danedrop, une fille du grand Danehill, est restée inédite. Exportée en Allemagne à 6 ans (contre 47 000 Guinées), elle est ensuite vendue en France pour 17 000 €, en 2008, l'année où elle donne naissance à Danedream. Sa carrière anonyme de poulinière prend évidemment une tout autre tournure en 2011, alors cette année-là Coolmore sort le chéquier et, pour un montant tenu secret, l'intègre à sa jumenterie, où elle ne connaîtra qu'un unique fiancé, l'illustre Galileo. Outre Danedream, elle confirmé son talent de poulinière en donnant ensuite :  
- Venice Beach (Galileo) : Chester Vase (Gr.3), 2e Great Voltigeur Stakes (Gr.2), 3e Grand Prix de Paris.
- Broadway (Galileo) : Denny Cordell Fillies Stakes (Gr.3). 3e Royal Whip Stakes (Gr.2), Kilboy Estate Stakes (Gr.2), Athasi Stakes (Gr.3).
- Illinois (Galileo) : Queen's Vase (Gr.2), Prix Chaudenay, 2e Grand Prix de Paris, St. Leger, Gold Cup, Goodwood Cup, 3e Critérium de Saint-Cloud, Ballysax Stakes (Gr.3).

Danedrop a pour seconde mère la championne et grande poulinière Lady Berry (par Violon d'Ingres). Lauréate du Prix Royal-Oak et du Prix de Pomone (Gr.2), 5e du Prix de l'Arc de Triomphe dans les années 70, elle se réclame d'une exceptionnelle descendance, puisqu'elle est la mère de : 
- Le Nain Jaune (Pharly) : Grand Prix de Paris.
- Indian Rose (General Holme) : Prix Vermeille.
- Vert Amande (Kenmare) : Prix Ganay, 3e du Prix de l'Arc de Triomphe.
- Featherhill (Lyphard), mère de :
  - Groom Dancer (Blushing Groom) : Prix Lupin, étalon
  - Featherquest (Rainbow Quest), d'où : 
    - Plumania (Anabaa) : Grand Prix de Saint-Cloud.

  - Sea Hill (Seattle Slew), deuxième mère de : 
    - Falco (Pivotal) : Poule d'Essai des Poulains.

  - Keltshaan (Pleasant Colony), mère de : 
    - Kinshasa No Kiseki : Takamatsunomiya Kinen (Gr.1).

### Pedigree
| Origines de Danedream (GER), jument baie née en 2008 | Origines de Danedream (GER), jument baie née en 2008 | Origines de Danedream (GER), jument baie née en 2008 | Origines de Danedream (GER), jument baie née en 2008 |
| ---------------------------------------------------- | ---------------------------------------------------- | ---------------------------------------------------- | ---------------------------------------------------- |
| Père Lomitas                                         | Niniski                                              | Nijinsky                                             | Northern Dancer                                      |
| Père Lomitas                                         | Niniski                                              | Nijinsky                                             | Flaming Page                                         |
| Père Lomitas                                         | Niniski                                              | Virginia Hills                                       | Tom Rolfe                                            |
| Père Lomitas                                         | Niniski                                              | Virginia Hills                                       | Ridin' Easy                                          |
| Père Lomitas                                         | La Colorada                                          | Surumu                                               | Literat                                              |
| Père Lomitas                                         | La Colorada                                          | Surumu                                               | Surama                                               |
| Père Lomitas                                         | La Colorada                                          | La Dorada                                            | Kronzeuge                                            |
| Père Lomitas                                         | La Colorada                                          | La Dorada                                            | Love In                                              |
| Mère Danedrop                                        | Danehill                                             | Danzig                                               | Northern Dancer                                      |
| Mère Danedrop                                        | Danehill                                             | Danzig                                               | Pas de Nom                                           |
| Mère Danedrop                                        | Danehill                                             | Razyana                                              | His Majesty                                          |
| Mère Danedrop                                        | Danehill                                             | Razyana                                              | Spring Adieu                                         |
| Mère Danedrop                                        | Rose Bonbon                                          | High Top                                             | Derring Do                                           |
| Mère Danedrop                                        | Rose Bonbon                                          | High Top                                             | Camenae                                              |
| Mère Danedrop                                        | Rose Bonbon                                          | Lady Berry                                           | Violon d'Ingres                                      |
| Mère Danedrop                                        | Rose Bonbon                                          | Lady Berry                                           | Moss Rose (famille 14)                               |